# Голубев, Семён Сергеевич
Семён Серге́евич Го́лубев (род. 19 января 1990) — российский легкоатлет, специалист по бегу на короткие дистанции. Выступал на профессиональном уровне в 2007—2016 годах, двукратный чемпион России в эстафете 4 × 400 метров, победитель и призёр первенств всероссийского значения, участник чемпионата мира в помещении в Стамбуле. Представлял Свердловскую и Тюменскую области. Мастер спорта России международного класса.

## Биография
Семён Голубев родился 19 января 1990 года.
Занимался лёгкой атлетикой под руководством тренеров В. С. Гусаренко, А. А. Крауса, Н. С. Константинова, А. В. Сивченко.
Впервые заявил о себе в сезоне 2007 года, когда в беге на 400 метров стал серебряным призёром на юношеском турнире в Сочи и одержал победу на юношеском турнире в Пензе.
В 2009 году в той же дисциплине выиграл серебряную медаль на юниорском всероссийском первенстве в Саранске.
В 2010 году на чемпионате России в Саранске с командой Свердловской области завоевал бронзовую награду в эстафете 4 × 400 метров.
В 2011 году получил серебро в эстафете 4 × 200 метров на зимнем чемпионате России в Москве, победил в эстафете 4 × 400 метров на летнем чемпионате России в Чебоксарах.
В 2012 году на зимнем чемпионате России в Москве вновь стал серебряным призёром в эстафете 4 × 400 метров. Благодаря череде удачных выступлений вошёл в основной состав российской сборной и удостоился права защищать чесь страны на чемпионате мира в помещении в Стамбуле — в программе эстафеты 4 × 400 метров вместе с соотечественниками Сергеем Петуховым, Валентином Кругляковым и Владиславом Фроловым занял в финале четвёртое место.
На чемпионате России 2014 года в Казани снова одержал победу в эстафете 4 × 400 метров.
Завершил спортивную карьеру по окончании сезона 2016 года.
За выдающиеся спортивные достижения удостоен почётного звания «Мастер спорта России международного класса» (2012).